# Godofredo I de Haifa
Godofredo Poulain (también Joffroi o Geoffroy; fallecido antes del 4 de mayo de 1250) fue por matrimonio señor de Haifa.
Era posiblemente un caballero de origen francés. En el Lignages d’Outre-Mer (Linajes de Outremer) es mencionado como el primer marido de Helvis de Haifa, la hija mayor y heredera de Rohard II de Haifa. Por el derecho de su mujer se convirtió en señor de Haifa después de la muerte de Rohard II. Con Helvis tuvo dos hijos y una hija:
- Gilles, señor de Haifa en 1264, se casó con Margarita de Brie
- Rohard
- Eglantine, se casó con Anseau de Brie, hermano Margarita de Brie

Godofredo murió en la primavera de 1250. Su esposa se casó dos veces después de su muerte con García Álvarez y Juan de Valenciennes. Este último probablemente dejó en 1264 el gobierno del Señorío de Haifa al hijo de Godofredo, Gilles.
- Datos: Q1539397